# Нави Мумбај
Нави Мумбај је град у Индији у држави Махараштра. Према незваничним резултатима пописа 2011. у граду је живело 1.119.477 становника.

## Становништво
Према незваничним резултатима пописа, у граду је 2011. живело 1.119.477 становника.
| 1991.   | 2001.   | 2011.     |
| ------- | ------- | --------- |
| 307.724 | 704.002 | 1.119.477 |